# The Golden Web (film 1926)
The Golden Web è un film muto del 1926 diretto da Walter Lang. La sceneggiatura di James Bell Smith si basa sull'omonimo romanzo di E. Phillips Oppenheim pubblicato a Boston nel 1910. Prodotto dalla piccola Gotham Productions, il film aveva come interpreti Lillian Rich, Huntley Gordon, Jay Hunt, Lawford Davidson, Boris Karloff.

## Trama
Roland Deane, presidente della International Mining Co., resta unico proprietario di una miniera sudafricana dopo l'uscita dalla società dei suoi partner a causa dei numerosi terremoti su quel territorio. Uno dei soci, Dave Sinclair, ruba un documento che prova la vendita della sua parte e minaccia Deane. Questi, allora, manda da lui John Rowan, l'originale proprietario, per parlargli.

Deane sta per fidanzarsi quando viene a sapere che Rowan è stato arrestato per avere ucciso Sinclair. Ruth, la figlia di Rowan, scopre che suo padre è innocente e trova l'atto mancante nel cappotto di Sinclair presso l'ufficio del procuratore distrettuale.

Sentendosi responsabile per ciò quello che è successo a Rowan e cercando di rimediare in qualche modo, Deane sposa Ruth. Il risultato sarà la sua rovina sociale e finanziaria. Rowan, che è stato condannato a morte, viene salvato all'ultimo momento dall'arresto di Sirk che, sorpreso a rubare l'atto di vendita, finisce per confessare l'omicidio.

Deane salva la moglie che, disperata a causa della sorte del padre, aveva deciso di suicidarsi e i due coniugi sono felicemente riuniti.

## Produzione
La lavorazione del film, prodotto dalla Gotham Productions, iniziò ai primi di maggio 1926.

## Distribuzione
Il copyright del film, richiesto dalla Lumas Film Corp., fu registrato il 7 luglio 1926 con il numero LP22883.
Distribuito dalla Lumas Film Corporation e dalla St. Louis Film Exchange, presentato da Samuel Sax, il film uscì nelle sale statunitensi il 1º settembre 1926. La Gaumont British Distributors lo distribuì nel Regno Unito: il film venne presentato a Londra il 13 gennaio 1927, uscendo poi nelle sale il 18 luglio. In Brasile, il film prese il titolo O Prestígio do Ouro.
Non si conoscono copie ancora esistenti della pellicola che viene considerata presumibilmente perduta.